# Anak Putih Abu-Abu
Albums de Anggun
Dunia Aku Punya
(1986) Nocturno
(1992)
Anak Putih Abu-Abu est le 2e album indonésien d'Anggun, paru en 1991.

## Présentation
L'album est produit par Handoko Kusuma. Sur cet album, Anggun a beaucoup collaboré avec Teddy Sudjaja, qui lui avait déjà composé deux chansons qui ont remporté un grand succès Mimpi et Tua Tua Keladi. En outre, elle a aussi engagé plusieurs musiciens bien connus à l'époque en Indonésie tels que Pay, Andy Ayunir, Gideon Tengker, Rudy Gagola et Eet Syachranni.
L'album contient trois de ses singles à succès Nafas Cinta, Anak Putih Abu Abu et Pesta Kita.
Grâce à cet album arrivé premier en Indonésie, Anggun remporte le prix de « l'artiste la plus populaire en Indonésie de 1990-1991 ».

## Liste des titres
| 1. | Anak Putih Abu Abu         | Teddy Sudjaja, Tontowi      | 4:33 |
| 2. | Nafas Cinta                | Teddy Sudjaja, Pamungkas NM | 5:58 |
| 3. | Pesta Kita                 | Teddy Sudjaja, Tontowi      | 4:26 |
| 4. | Harimau                    | Teddy Sudjaja, Tontowi      | 4:28 |
| 5. | Stop                       | Rudy Gagola                 | 4:09 |
| 6. | Bilakah Damai              | Rudy Gagola, Tontowi        | 4:14 |
| 7. | Karenamu Kini Aku Mengerti | Teddy Sudjaja, Tontowi      | 4:25 |
| 8. | Nafas Cinta (karaoke)      | Teddy Sudjaja, Pamungkas NM | 5:47 |
| 9. | Yang Patut Untuk Kita Rasa | Teddy Sudjaja, Pamungkas NM | 4:42 |

## Groupe
- Anggun C. Sasmi : chant
- Andy Ayunir : clavier
- Danny Lisapali : ingénieur du son, mixage
- Eet Syachranni : guitare
- Gideon Tengker : guitare
- Pay : guitare
- Handoko Kusuma : producteur
- Pamungkas NM : auteur-compositeur
- Tontowi : auteur-compositeur
- Rudy Gagola : auteur-compositeur, basse
- Teddy Sudjaja : auteur-compositeur, directeur musical, batterie, percussion, mixage

## Classements
| Pays      | Meilleure position |
| --------- | ------------------ |
| Indonésie | 1                  |